# アレキサンダー・ウィリアムソン
アレキサンダー・ウィリアム・ウィリアムソン（Alexander William Williamson, 1824年5月1日 - 1904年5月6日）は、イギリス・ロンドン出身の化学者。

## 人物像
1824年に、 ロンドン・ワンズワース生まれ。ケンジントンのグラマースクールで学び、さらにドイツのハイデルベルク大学に進学し、化学者レオポルト・グメリンに師事。その後ギーセン大学に留学しユストゥス・フォン・リービッヒに学ぶ。1845年ギーセン大学で博士号を取得した。
任意の非対称エーテルを合成することが可能な合成法「ウィリアムソン合成」を発見したことで、有名である。その他にアルコールとエーテルの性質を調べ、区別するなどの業績を残した。レオポルト・グメリンやユストゥス・フォン・リービッヒの元で研究を行った後、1849年にユニヴァーシティ・カレッジ・ロンドンにて教職に就き、1855年から1887年まで教授を務めた。1855年王立協会フェロー選出。1862年ロイヤル・メダル受賞。

## 逸話
1863年、伊藤俊輔（博文)、遠藤謹助、井上聞多（馨) がイギリスに留学したときには、ウィリアムソンのカムデン・タウン家に寄留していたという。長州五傑の留学生はウィリアムソンの活躍のためが属するユニヴァーシティ・カレッジ・ロンドンの法文学部へ聴講生の資格で入学した。留学生の化学教育は、ウィリアムソンの指導するバークベック実験室であった。
2013年7月2日、ブルックウッド墓地で、伊藤博文や井上馨ら長州五傑など、多くの日本人留学生を支えたウィリアムソン夫妻を称える顕彰碑の除幕式が、浄土真宗正行寺ロンドン道場Three Wheelsと日本大使館の協力のもとに行われ、安倍晋三内閣総理大臣からの同夫妻に対する感謝状が林景一駐英大使からUCLグラント学長に手渡された。